# Aselliscus stoliczkanus
Aselliscus stoliczkanus (Dobson, 1871) è un pipistrello della famiglia degli Ipposideridi diffuso nell'Ecozona orientale.

## Descrizione

### Dimensioni
Pipistrello di piccole dimensioni, con la lunghezza della testa e del corpo tra 40 e 50 mm, la lunghezza dell'avambraccio tra 39 e 45 mm, la lunghezza della coda tra 33 e 44 mm, la lunghezza del piede tra 9 e 10 mm, la lunghezza delle orecchie tra 10 e 13 mm e un peso fino a 6,5 g.

### Aspetto
La pelliccia è lunga e setosa. Le parti superiori sono brunastre, con la base dei peli bianca, mentre le parti ventrali sono interamente biancastre. Il muso è corto e gli occhi sono piccoli. Le orecchie sono corte, larghe e con l'estremità appuntita. Il margine esterno è concavo sopra e convesso sotto. La foglia nasale ha la porzione posteriore tricuspidata e quella anteriore trasformata in un cuscinetto triangolare tra le narici. Su ogni lato sono presenti due fogliette supplementari. Le membrane alari sono attaccate posteriormente lungo le anche. La coda è lunga e si estende oltre l'uropatagio con le ultime due vertebre caudali. I maschi hanno un ciuffo di peli lunghi e giallastri su ogni lato del petto, in prossimità di due masse ghiandolari. 

### Ecolocazione
Emette ultrasuoni ad alto ciclo di lavoro con frequenza costante compresa tra 124 e 129 kHz e impulsi di breve durata. Tale configurazione è caratteristica delle forme adattate a cacciare all'interno della densa vegetazione.

## Biologia

### Comportamento
Si rifugia all'interno di cave calcaree formando gruppi sparsi con gli individui distanti tra loro almeno 30 cm. Condividono i siti con altre specie di pipistrelli.

### Alimentazione
Si nutre di lepidotteri, coleotteri ed emitteri catturati all'interno della foresta.

### Riproduzione
Femmine sessualmente attive sono state catturate nel Laos e in Vietnam nei mesi di maggio e giugno.

## Distribuzione e habitat
Questa specie è diffusa nelle province cinesi dello Yunnan, Guangxi, Guizhou, nel Myanmar orientale e meridionale, Thailandia e Laos settentrionale. È inoltre presente sulle isole di Penang e Tioman. La popolazione del Vietnam settentrionale è stata assegnata nel 2015 alla nuova specie Aselliscus dongbacana.
Vive nelle foreste primarie ma anche in zone degradate e aree agricole.

## Conservazione
La IUCN Red List, considerato che questa specie è localmente comune, ampiamente diffusa e presente in diverse aree protette, classifica A.stoliczkanus come specie a rischio minimo (Least Concern)).